# Republikkrankenhaus Panevėžys
Das Republikkrankenhaus Panevėžys (lit. Respublikinė Panevėžio ligoninė) ist ein Krankenhaus in Panevėžys, Litauen. Nach der Rechtsform ist es Viešoji įstaiga, eine 'öffentliche Anstalt'. Nach der Mitarbeiterzahl ist es das viertgrößte litauische Krankenhaus. Es beschäftigt 2.035 Mitarbeiter (2013). Es wurde 1840 gegründet. Direktor ist Česlovas Gutauskas.

## Struktur
- Abteilung für Innere Medizin I
- Abteilung für Innere Medizin II
- Abteilung für Kinderkrankheiten
- Kardiologie-Abteilung I
- Kardiologie-Abteilung II
- Abteilung für Gastroenterologie
- Abteilung für Physikalische Medizin und Rehabilitation
- Neurologie-Abteilung I
- Neurologie-Abteilung II
- Psychiatrie-Abteilung I
- Psychiatrie-Abteilung II
- Abteilung für Onkologie-Chemotherapie
- Abteilung für Hämodialyse